# 相模川橋梁 (小田急小田原線)

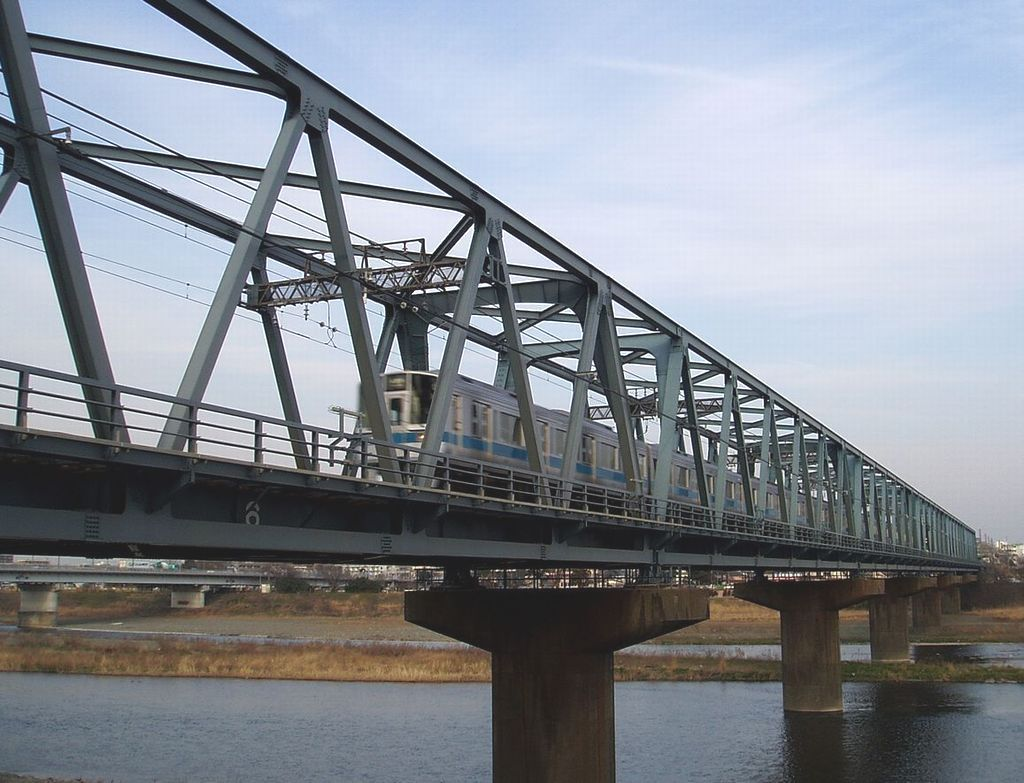
相模川橋梁（厚木市側から撮影）

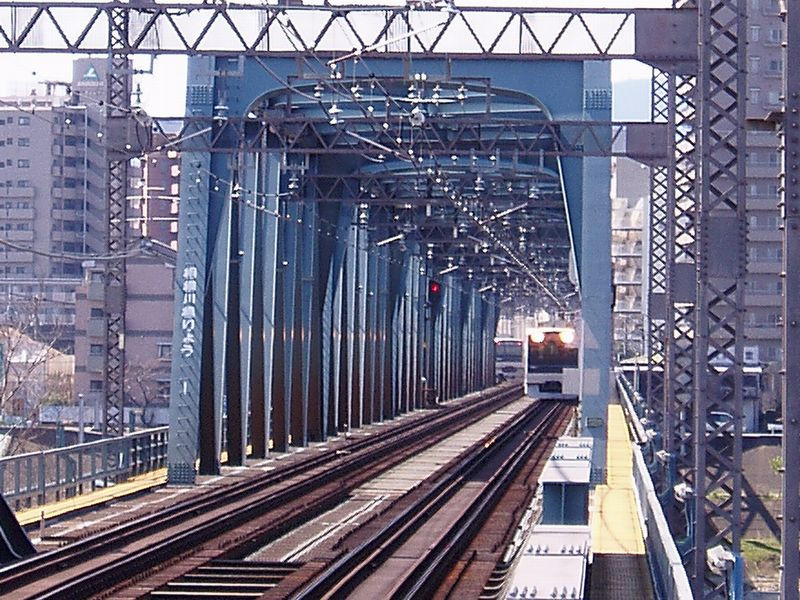
相模川橋梁（厚木駅から撮影）

相模川橋梁（さがみがわきょうりょう）は、神奈川県海老名市・厚木市の小田急小田原線厚木駅・本厚木駅間にある、相模川に架かる鉄道橋である。
1971年7月13日より使用開始、旧鉄橋は1972年3月までに撤去された。旧軌道の名残として、相模線との交差部分とホームの小田原よりで道路と交差する箇所に、コンクリート製の橋脚が残されている。

## 橋の概要

### 特徴
本橋の形式は中間部は単純下路平行弦ワーレントラス式鉄道橋が6径間連続しているが、トラス構体の上部を鋼材で接続しているため、遠目には連続トラス橋のように見える。橋の全長は410.0mである。

### 諸元
- 種別 - 鋼鉄道橋
- 形式 - 単純下路ワーレントラス
- 橋長 - 410.0m
- 支間 -
- 線数 - 複線
- 活荷重 -
- 施主 - 小田急電鉄
- 橋梁設計 -
- 橋桁製作 -

## 近隣の橋
（上流）- あゆみ橋 - 相模大橋 - 相模川橋梁（小田急小田原線）
相模川橋梁（小田急小田原線） - 相模川橋 （東名高速道路、首都圏中央連絡自動車道）- （相模大堰） -（下流）
座標: 北緯35度26分31秒 東経139度22分20.5秒 / 北緯35.44194度 東経139.372361度